# مسیه ۹۰
مسیه ۹۰(به انگلیسی: Messier 90) (یا M90 و NGC 4569) یک کهکشان مارپیچی در فاصله ۶۰ میلیون سال نوری در صورت فلکی دوشیزه قرار دارد؛ و توسط شارل مسیه و در سال ۱۷۸۱ کشف شد. مسیه ۹۰ عضو خوشه دوشیزه است. این کهکشان در ۱٫۵ درجه‌ای کهکشان مسیه ۸۷ قرار دارد.